# Duinger Wald
Der Duinger Wald ist ein Naturschutzgebiet im niedersächsischen Flecken Duingen in der Samtgemeinde Leinebergland im Landkreis Hildesheim.

## Allgemeines
Das Naturschutzgebiet mit dem Kennzeichen NSG HA 202 ist 326 Hektar groß. Es ist Bestandteil des FFH-Gebietes „Duinger Wald mit Doberg und Weenzer Bruch“. Das Gebiet steht seit dem 12. Oktober 2000 unter Naturschutz. Zuständige untere Naturschutzbehörde ist der Landkreis Hildesheim.

## Beschreibung
Das Naturschutzgebiet liegt südlich von Duingen. Es stellt einen Teil des Duinger Waldes im Norden des Hils unter Schutz. Das Waldgebiet wird von alten Eichenbeständen geprägt, die auf sandigen bis tonigen Standorten stocken. Teilweise ist es mit Rotbuchen und anderen Laubbäumen durchsetzt. Kleinflächig dominiert Buchenwald. Ein Teil des Waldgebietes ist mit Nadelhölzern bestanden. Hier dominiert die Fichte. Diese Bereiche sollen in natürlich vorkommende Laubwaldgesellschaften umgewandelt werden.
Das Waldgebiet ist von Bächen durchflossen. Diese haben sich tief in den Untergrund eingekerbt mit zahllosen Mäandern, Kolken, Uferabbrüchen und Anlandungen verschiedener Substrate. In Auen und nassen Senken sind Erlen-Eschen-Auwald und Birken-Erlen-Bruchwald vorherrschend.
Im Nordwesten des Schutzgebietes ist ein ehemaliger Hutewald zu finden. Das Waldgebiet wird von der Königsallee durchquert. Diese wird von Eichen gesäumt.

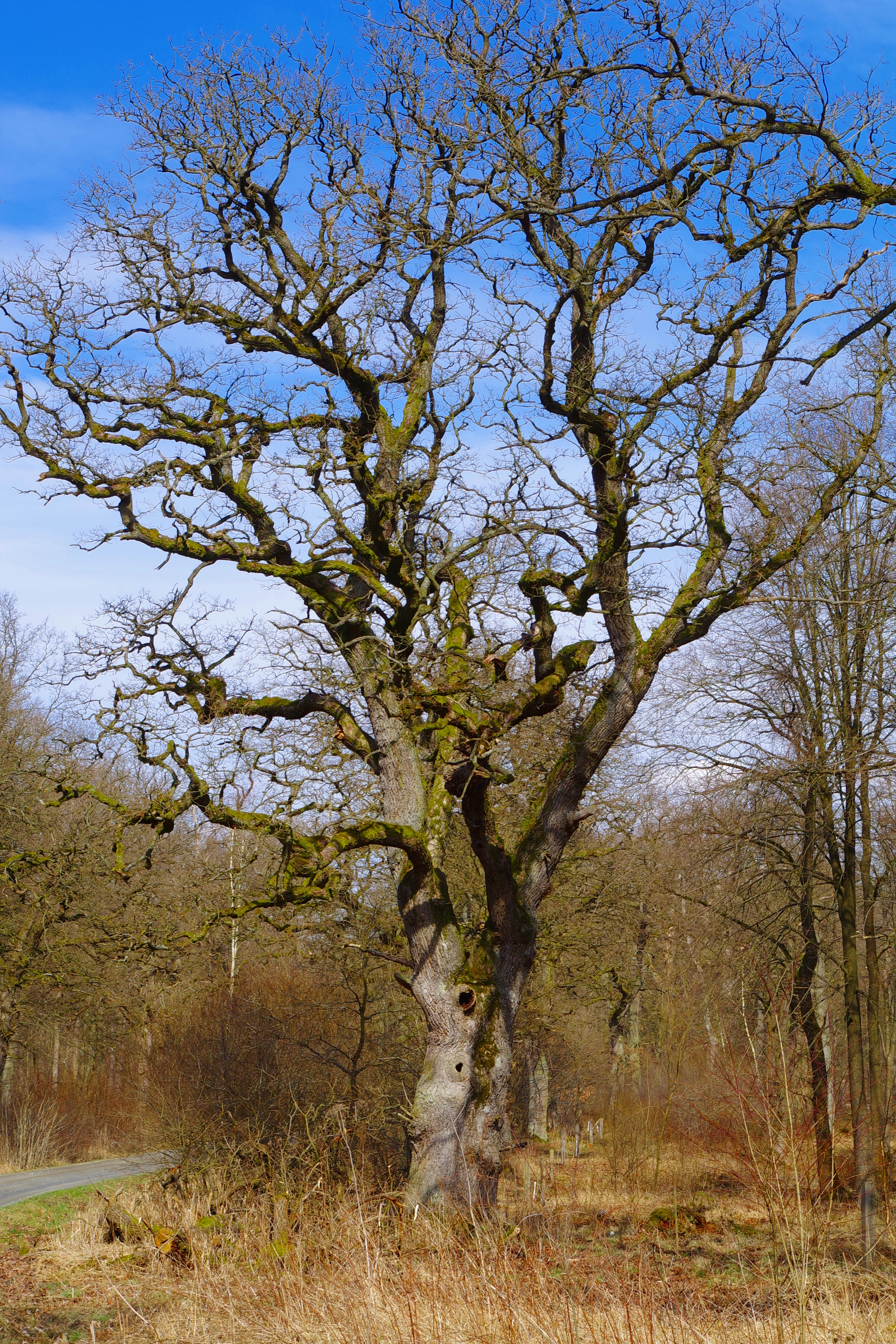
Alte Eichen an der Königsallee
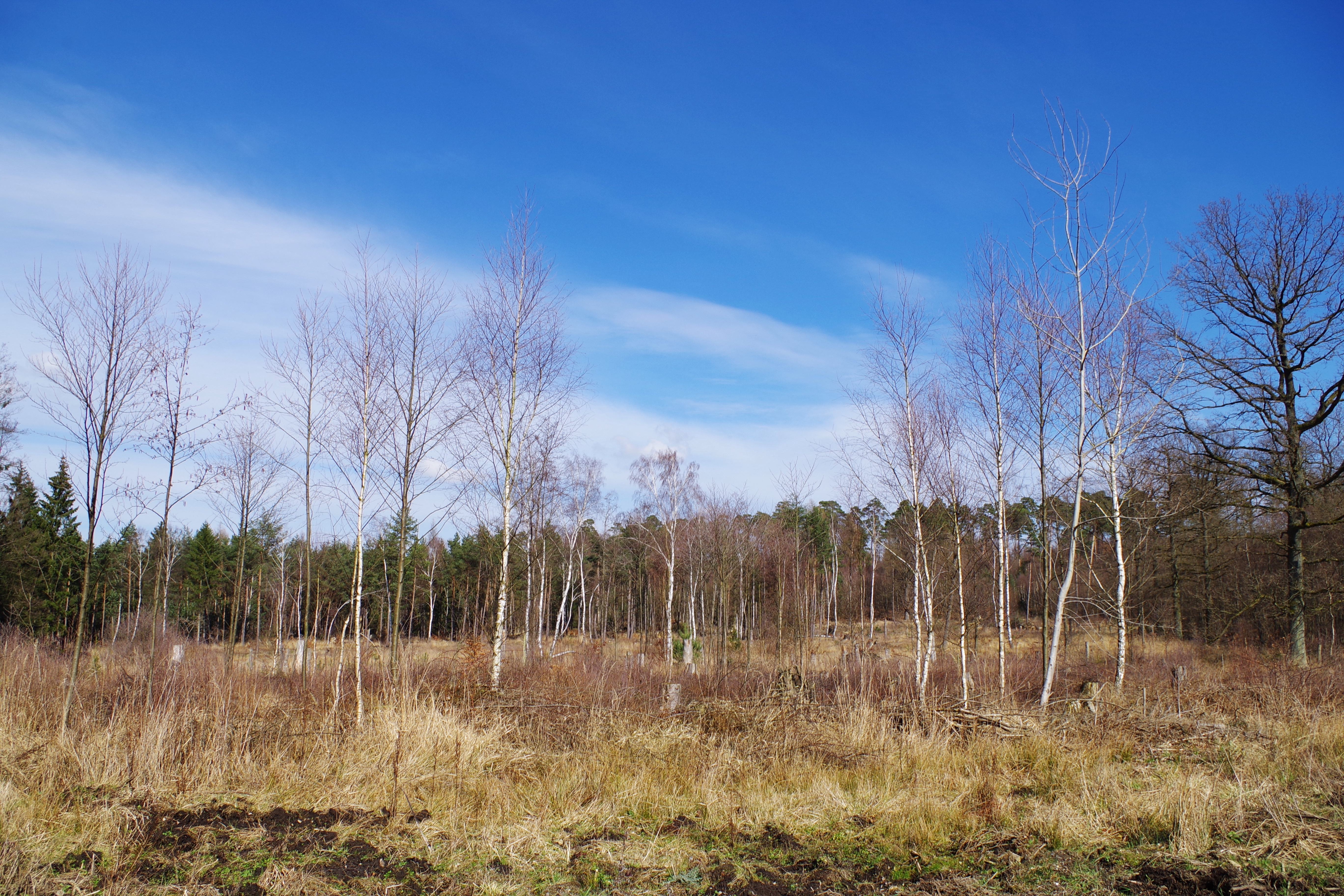
Pionierwald mit Birken
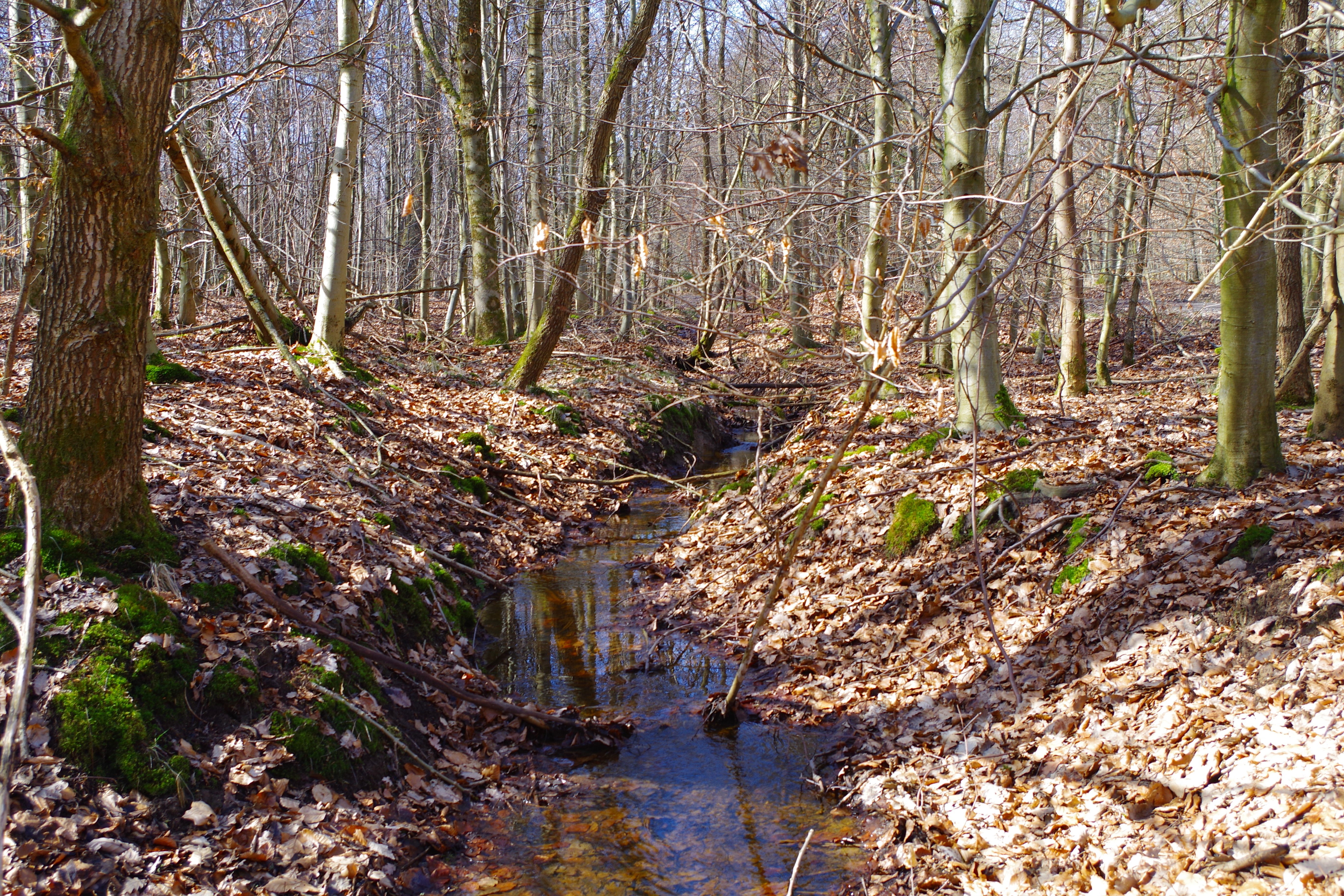
Bach Hohenförsiek
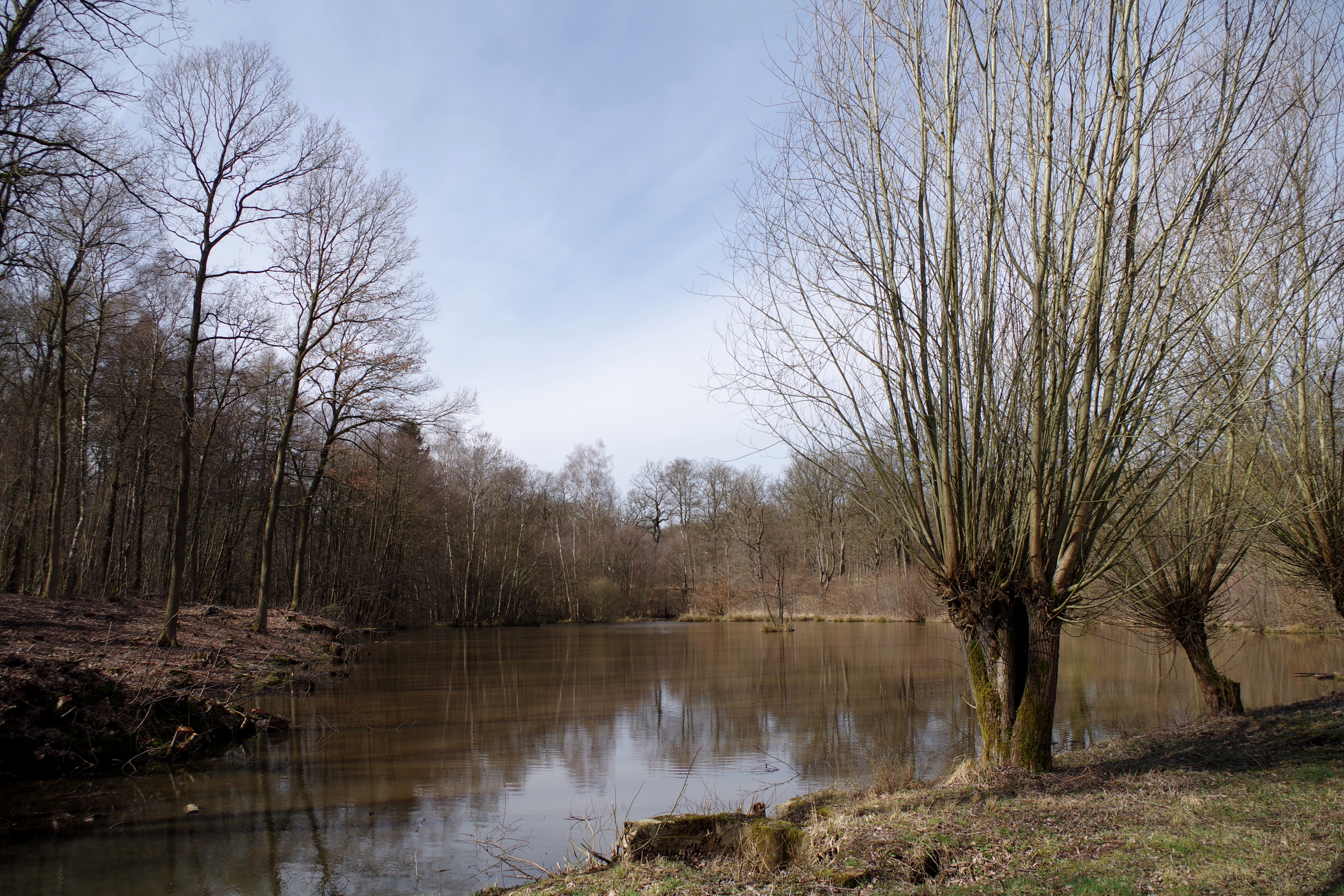
Papenteich